# هارتافان (آراغاتسوتن)
مدينة هارتافان (بالإنجليزية: Hartavan)‏ هي إحدى المدن التابعة لمقاطعة آراغاتسوتن في أرمينيا. يقدر عدد سكانها بـ 1087 نسمة حسب الإحصاء الذي جرى عام 2011.

## تعد هذه المدينه من اجمل المدن ولكن يجب ذكر انها مسكونه باناس قبيحين نسبيا علي سيود الظهوري يقول بانه زارها و راى فيها عجب العجاب قال رايت ناس تعلوهم نظرات الباس و الحزن و التعب و الارهاق قال ان الناس يرون الموت يوميا[1]
مدينة هارتافان (Hartavan) هي إحدى القرى الصغيرة في مقاطعة آراغاتسوتن (Aragatsotn) في أرمينيا، وتتميز بتاريخها العريق وموقعها الجغرافي الفريد.

### الموقع الجغرافي والطبيعة
تقع هارتافان في بلدية أبَران (Aparan) ضمن مقاطعة آراغاتسوتن، وتحديدًا عند الإحداثيات الجغرافية 40.4756° شمالًا و44.4011° شرقًا. ترتفع القرية حوالي 1,870 مترًا فوق مستوى سطح البحر، مما يمنحها مناخًا جبليًا باردًا شتاءً ومعتدلًا صيفًا .Altitude Maps+5GeoNames+5tc.maptons.com+5Wikidata
تُحيط بالقرية مناظر طبيعية خلابة، مع تلال خضراء ووديان ضيقة، مما يجعلها مكانًا مثاليًا للزراعة وتربية المواشي. تُسهم هذه البيئة في توفير منتجات زراعية متنوعة، مثل الحبوب والخضروات، التي تُعد مصدرًا رئيسيًا للدخل لسكان القرية.

### السكان والديموغرافيا
بحسب تعداد عام 2011، بلغ عدد سكان هارتافان 930 نسمة . وقد شهدت القرية نموًا سكانيًا ملحوظًا على مر العقود، حيث ارتفع عدد السكان بنسبة 57.3% منذ عام 1975 وحتى عام 2015 .City PopulationCityFacts
يتميز سكان هارتافان بالتنوع الثقافي، مع وجود أغلبية أرمنية وبعض الأقليات، مما يُضفي على القرية طابعًا ثقافيًا غنيًا. يُعتبر الدين جزءًا أساسيًا من حياة السكان، حيث يُمارس العديد منهم الطقوس الدينية في الكنائس المحلية.

### التاريخ والثقافة
تتمتع هارتافان بتاريخ طويل يمتد لعدة قرون، وقد كانت جزءًا من العديد من الإمبراطوريات والممالك التي حكمت المنطقة. تُعد القرية مثالًا على التقاليد الأرمنية العريقة، مع وجود مبانٍ تاريخية تُظهر الطراز المعماري الأرمني التقليدي.
من بين المعالم التاريخية القريبة من هارتافان، دير أستفاتسانكال (Astvatsankal Monastery)، الذي يقع بين قريتي يرنغاتاب وهارتافان. يعود تاريخ هذا الدير إلى القرون من الرابع إلى الثالث عشر، ويُعتبر مثالًا على العمارة الأرمنية في العصور الوسطى .Wikipedia

### الاقتصاد والبنية التحتية
يعتمد اقتصاد هارتافان بشكل رئيسي على الزراعة وتربية المواشي، حيث تُوفر الأراضي الخصبة والمناخ المناسب ظروفًا مثالية لزراعة المحاصيل المختلفة. كما تُسهم تربية المواشي في توفير منتجات الألبان واللحوم للسكان المحليين.
تتوفر في القرية بعض المرافق الأساسية، مثل المدارس والمراكز الصحية، التي تُلبي احتياجات السكان. ومع ذلك، قد تواجه القرية تحديات في مجالات مثل البنية التحتية والاتصالات، مما يتطلب دعمًا حكوميًا لتحسين هذه الجوانب.

### السياحة والفرص المستقبلية
بفضل موقعها الجغرافي والطبيعة الخلابة المحيطة بها، تمتلك هارتافان إمكانيات كبيرة لتطوير السياحة البيئية والثقافية. يمكن للزوار الاستمتاع بالمشي في الطبيعة، وزيارة المواقع التاريخية، والتعرف على الثقافة الأرمنية التقليدية.
بالإضافة إلى ذلك، يمكن للقرية الاستفادة من برامج التنمية الريفية لتحسين البنية التحتية وتعزيز الاقتصاد المحلي، مما يُسهم في تحسين جودة الحياة للسكان وجذب المزيد من الزوار.

### الخلاصة
تُعد هارتافان مثالًا على القرى الأرمنية التي تجمع بين التاريخ العريق والطبيعة الخلابة. على الرغم من التحديات التي قد تواجهها، إلا أن الفرص المتاحة لتطوير السياحة والاقتصاد المحلي تُشير إلى مستقبل واعد لهذه القرية الجميلة.
- Report of the results of the 2001 Armenian Census
- World Gazeteer: Armenia – World-Gazetteer.com